# 甘油
甘油（英語：glycerol），学名丙三醇，化学式為HOCH
2CHOHCH
2OH，簡化式C
3H
8O
3，是含有三个碳原子的三羟基醇类化合物，属于一种简单的多元醇化合物。它是一种无色、不臭、无毒、有甜味的黏性液體，可用做皮肤润滑剂或治疗便秘的栓剂，亦可口服以降低眼压。
甘油另一术语 glycerine 或 glycerin，以现代用法，一般指称纯度低于100%的商业制剂，通常为95%甘油。
甘油主要存在于被称为甘油酯的脂质中，是大多数天然脂质的常见组成单位，可从油及脂肪的产物中获得。由于它具有抗菌和抗病毒特性，因此广泛用于FDA批准的伤口和烧伤治疗。然而，它也能用作细菌培养基。它可作为衡量肝脏疾病的有效标志物。它还广泛用作食品工业中的甜味剂，以及药物配方中的保湿剂。由于其有三个羟基，甘油可与水混溶并具有吸湿性。

## 生产
甘油通常从植物和动物来源获得，其中它以甘油三酯、甘油与长链羧酸的酯形式存在。这些甘油三酯的水解、皂化或酯交换产生甘油以及脂肪酸衍生物：
甘油三酯可用氢氧化钠皂化得到甘油和脂肪钠盐或皂。
甘油也是酯交换法生产生物柴油过程中的副产物。此法制得的粗甘油外观颜色较暗，并且具有类似糖浆的粘稠度。
典型的植物来源包括大豆或棕榈。动物源性牛脂是另一个来源。在美国和欧洲，每年大约生产950000吨甘油。在2000年-2004年期间，仅仅是美国，便每年生产了大约350000吨甘油。欧盟的2003/30/EU条令规定，所有成员国在2010年前用生物柴油取代5.75%的矿物燃料。在2006年，预计到2020年，甘油的产量将是需求量的六倍，作为生物燃料生产的副产品，会出现甘油过剩的现象。
来自甘油三酯水解的粗甘油可以通过活性炭处理来去除有机杂质，用碱去除未反应的甘油酯，用离子交换去除盐分。高纯度的甘油（>99.5%）可通过多步蒸馏获得；由于其高沸点（290°C），必须使用真空室。

### 合成甘油
虽然通常不具有成本效益，但可以通过各种途径以丙烯为原料生产甘油。其中以环氧氯丙烷为中间体的合成路线最为重要，通过丙烯的氯代来得到氯丙烯，然后用次氯酸盐氧化成二氯丙醇，再用强碱与之反应得到环氧氯丙烷。最后将其水解得到甘油。
类似的合成路线还有通过丙烯醛和环氧丙烷为中间体的合成路线。

## 檢驗
新制氫氧化銅遇甘油顯絳藍色，該反應的實質是Cu2+與兩個-OH螯合形成的配合物。

## 应用

### 食品工业
在食品和饮料中，甘油可用作保水剂、溶剂和甜味剂，并可能有助于保存食品。它还用作商业制备的低脂食品（例如饼干）中的填充剂，以及利口酒中的增稠剂。甘油和水用于保存某些类型的植物叶。

### 藥品和个人护理應用

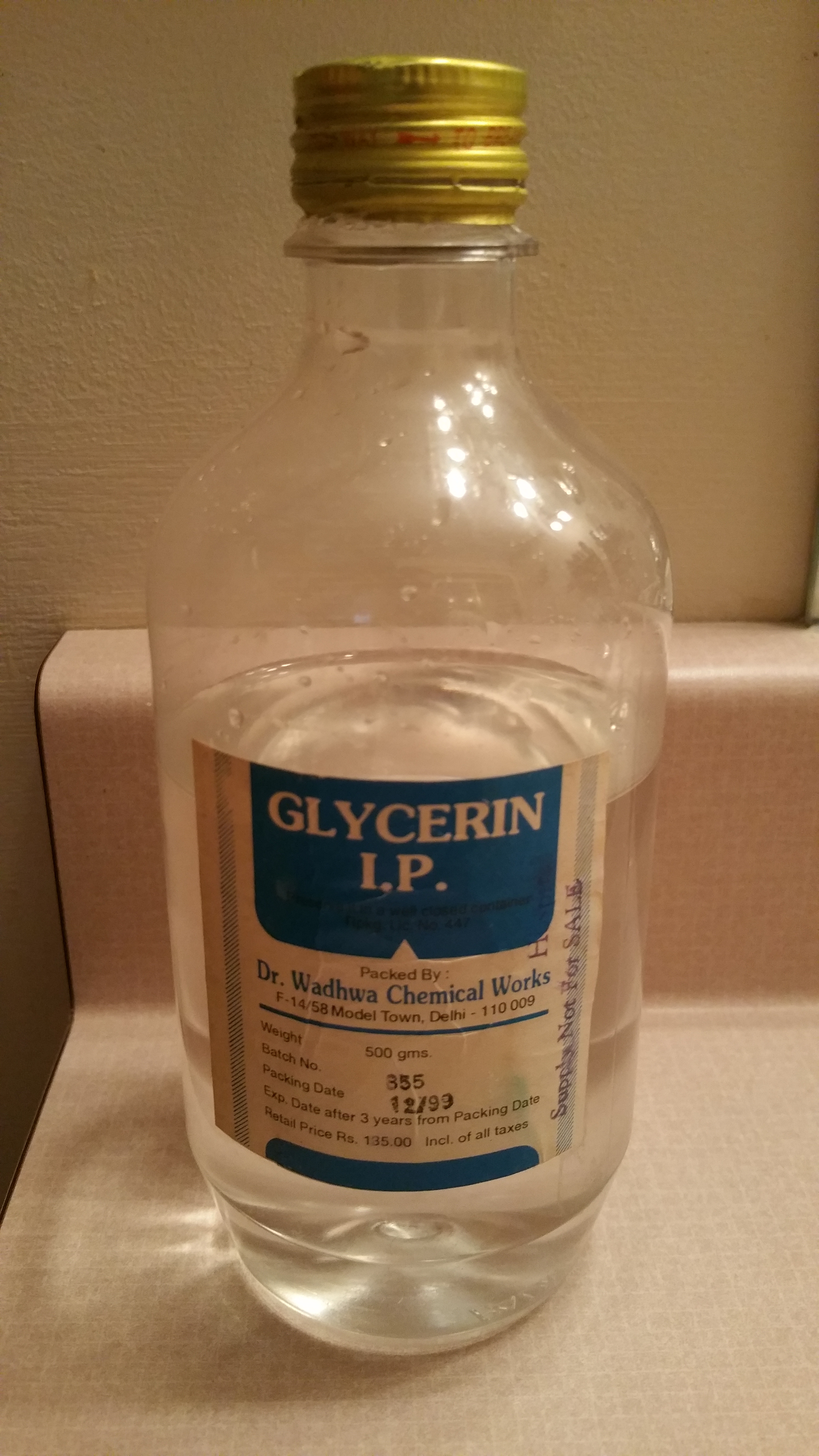
在药房购买的一瓶甘油

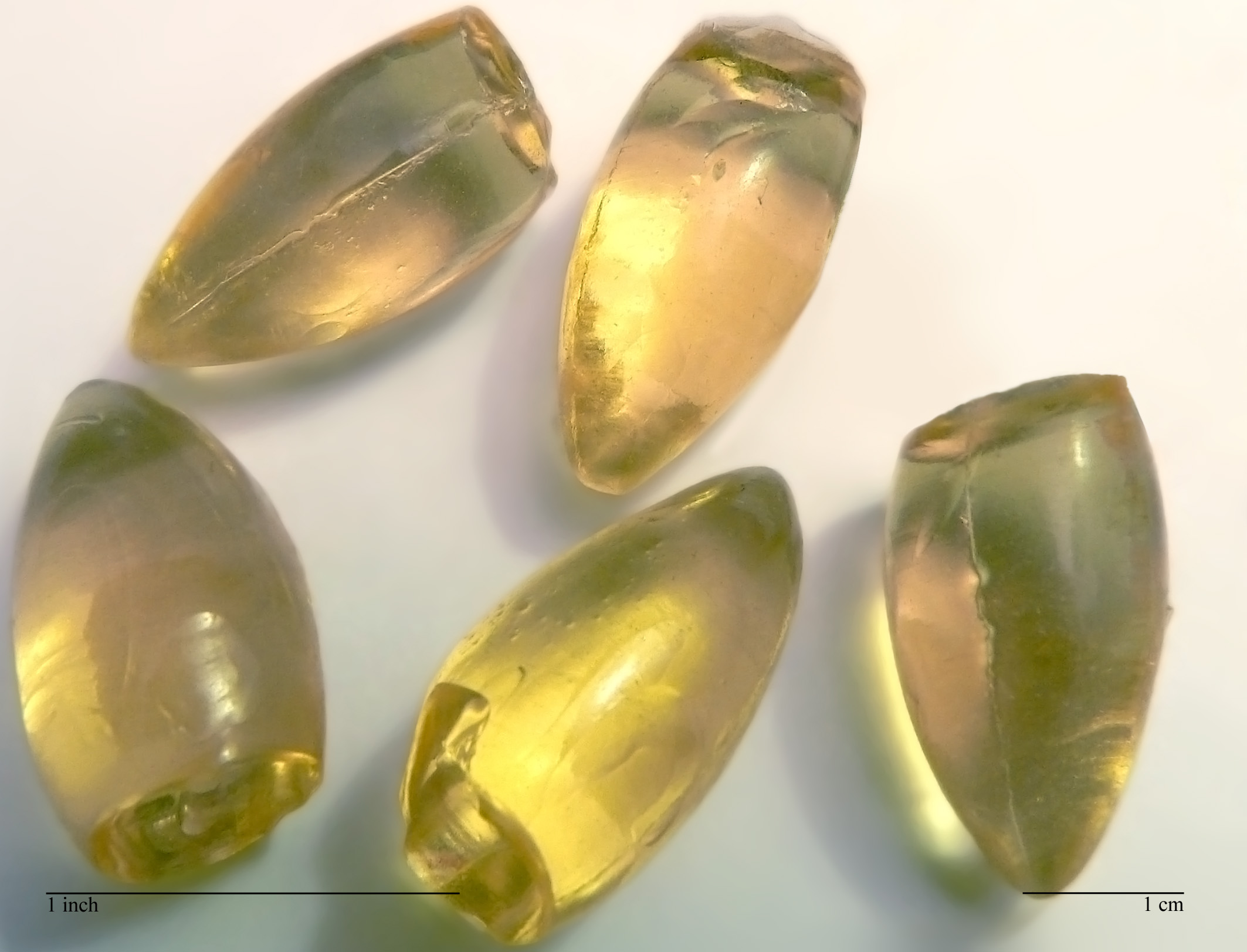
甘油栓剂用作瀉藥

甘油可用於制作菸草加工、牙膏、化妝品、藥品。

### 防冻剂
与乙二醇和丙二醇一样，甘油是一种非离子型亲液剂（kosmotrope），与水分子形成强氢键，与水-水氢键竞争。这种相互作用破坏了冰的形成。最低冰点温度约为−36 °F（−38 °C），对应于水中70%的甘油。
甘油历来被用作汽车的防凍劑，后来被凝固点较低的乙二醇取代。虽然甘油-水混合物的最低冰点高于乙二醇-水混合物，但甘油是无毒的，并且正在重新检查以用于汽车应用。。
在实验室中，由于凝固点降低，甘油是在0°C以下温度下储存的酶试剂的溶剂的常见成分。它还用作冷冻保护剂，其中甘油溶解在水中，以减少冰晶对储存在冷冻溶液中的实验室生物（如真菌、细菌、线虫和哺乳动物胚胎）的损害。

### 化学中间产品
甘油可用于制作油漆、樹脂、樹膠等塗料，也可作為玻璃紙的軟化劑。甘油可用于生产硝化甘油，它是各种炸药和推进剂（如线状无烟火药）的基本成分。依靠制皂来供应副产品甘油使得难以增加产量以满足战时需求。因此，合成甘油工艺是二战前的国防重点。三官能聚醚多元醇由甘油和环氧丙烷生产。甘油氧化得到中草酸。甘油脱水可得到羟基丙酮。

### 减振
甘油用作压力表的填充物以抑制振动。来自压缩机、发动机、泵等的外部振动会在波登管压力表内产生谐波振动，从而导致指针过度移动，从而给出不准确的读数。针的过度摆动也会损坏内部齿轮或其他部件，导致过早磨损。将甘油倒入量规中以代替空气空间时，可减少传递到针头的谐波振动，从而增加量规的使用寿命和可靠性。